# 脱魔術化
社会科学において、脱魔術化（だつまじゅつか、英: Disenchantment）とは、現代社会において明らかな宗教の文化的な合理化と価値低下である。この用語はマックス・ヴェーバーがフリードリヒ・フォン・シラーから借用し、近代化された、官僚制的な、世俗化した欧米社会の性格を表現するために用いた。ヴェーバーによれば、西洋社会においては、「世界が大きな魔法の庭のままである」伝統社会とは対照的に、科学的理解が信仰よりも高く評価され、そのプロセスは合理的な目標に向けられている。

## 啓蒙主義の両義性
脱魔術化のプロセスに対するヴェーバーの肯定的かつ否定的な両義的評価は、フランクフルト学派によって、啓蒙時代の理性主義における自己破壊的要素の検討において取り上げられた。
ユルゲン・ハーバーマスは、その後、世俗社会がいかに「死んだ宗教的信念の亡霊に取り憑かれている」かというヴェーバーの認識を評価しつつも、脱魔術化に直面してモダニティの肯定的な基盤を見出そうと努めてきた。
王滬寧は、脱魔術化が「権威、節度、自足、自信」を犠牲にして社会的・物質的進歩を推進する西洋における弁証法的緊張を構成すると書いている。
一部の人々は、世界の脱魔術化を集団的規範性の空虚さに対する実存主義的関与と個人の責任への呼びかけとして捉えている。

## 聖化と脱聖化
脱魔術化は脱聖化の概念と関連しており、これは以前は精神的信仰を集団的アイデンティティを促進する儀式に導いていた構造や制度が攻撃を受け、人気が衰退したことを指す。アンリ・ユベールとマルセル・モースによれば、供犠の儀式には聖化と脱聖化という2つのプロセスが含まれていた。
聖化のプロセスは、俗なる供物に聖なる特性を付与し―神聖化―それによって聖と俗の世界の間のコミュニケーションの架け橋を提供する。いったん供犠が行われると、聖と俗の世界を適切な場所に戻すために、儀式は脱聖化されなければならない。
脱魔術化は、聖化のミクロレベルではなく、マクロレベルで作用する。また、そもそも聖化を必要とするカオス的な社会要素が、単なる知識を解毒剤として継続するプロセスの一部を破壊する。したがって、脱魔術化はエミール・デュルケームのアノミーの概念と関連付けることができる：社会において個人を束縛する絆からの解放。

## 再魔術化
近年、ヴェーバーのパラダイムは、脱魔術化とともに作用する「再魔術化」のプロセスを見出す思想家たちによって挑戦を受けている。このように、魔術化は低賃金のサービス労働でさえも、その経験の仕方を根本的に変えるために用いられている。
カール・グスタフ・ユングは、シンボルがヌミノーゼが無意識から脱聖化された世界に戻る手段を提供する―脱魔術化されたモダニティに神話と、かつてそれが提供していた全体性の感覚を回復する手段―と考えた。
アーネスト・ゲルナーは、脱魔術化が近代性の不可避的な産物であったにもかかわらず、多くの人々が脱魔術化された世界に耐えられず、したがって精神分析学、マルクス主義、ウィトゲンシュタイン主義、現象学、エスノメソドロジーのような様々な「再魔術化信条」を選択したと論じた。これらの再魔術化信条の顕著な特徴は、それらがすべて自然主義と両立可能になろうとしたことである：すなわち、超自然的な力には言及しなかった。

## 批判
アメリカの宗教史家ジェイソン・ジョセフソン＝ストームは、脱魔術化と再魔術化の両概念の主流の社会学的・歴史的解釈に異議を唱え、前者を「神話」と位置付けている。ジョセフソン＝ストームは、宗教的信仰、教育、階級を調整した後でも、西ヨーロッパやアメリカ合衆国において魔術や神秘主義への信仰の衰退は見られないと主張している。

### 著作
- Bell, Catherine (2009). Ritual: Perspectives and Dimensions. New York: Oxford University Press. ISBN 978-0-19-973510-5
- Borradori, Giovanna (2003). Philosophy in a Time of Terror: Dialogues with Jurgen Habermas and Jacques Derrida. Chicago: University of Chicago Press. ISBN 978-0-226-06664-6
- Cascardi, A. J. (1992). The Subject of Modernity
- Casement, Ann (2007). Who Owns Jung?
- Collins, Randall; Makowsky, Michael (1998). “Max Weber: The Disenchantment of the World”. In Smith, Murray E. G.. Early Modern Social Theory: Selected Interpretive Readings. Toronto: Canadian Scholars' Press. pp. 251–277. ISBN 978-1-55130-117-4
- Embree, Lester, ed (1999). Schutzian Social Science
- Endrissat, Nada; Islam, Gazi; Noppeney, Claus (2015). “Enchanting Work: New Spirits of Service Work in an Organic Supermarket”. Organization Studies 36 (11):  1555–1576. doi:10.1177/0170840615593588. ISSN 1741-3044.
- Hall, John A. (2010). Ernest Gellner: An Intellectual Biography. London: Verso
- Jenkins, Richard (2000). “Disenchantment, Enchantment and Re-Enchantment: Max Weber at the Millennium”. Max Weber Studies 1 (1):  11–32. ISSN 1470-8078. JSTOR 24579711.  オリジナルの23 November 2018時点におけるアーカイブ。 2021年2月25日閲覧。.
- Josephson-Storm, Jason Ā. (2017). Myth of Disenchantment: Magic, Modernity, and the Birth of the Human Sciences. Chicago: University of Chicago Press. ISBN 978-0-226-40336-6
- Jung, C. G. (1978). Man and His Symbols
- Landy, Joshua; Saler, Michael, eds (2009). The Re-Enchantment of the World: Secular Magic in a Rational Age. Stanford, California: Stanford University Press
- Weber, Max (1971). The Sociology of Religion